# Proboštov
Proboštov [ˈproboʃtof] (deutsch Probstau) ist eine Gemeinde im Ústecký kraj in Tschechien.

## Geographie

### Lage
Proboštov liegt drei Kilometer nördlich des Stadtzentrums von Teplice und gehört zum gleichnamigen Okres Teplice. Die Ortslage befindet sich an der Einmündung des Račí potok und des Přítkovský potok in den Modlanský potok. Das Dorf liegt am Fuße des Erzgebirges im Nordböhmischen Becken. Im südöstlichen Teil des Ortes befindet sich der große Teich Proboštovský rybník. Proboštov liegt zwischen den Eisenbahnstrecken von Děčín bzw. Ústí nad Labem nach Chomutov und besitzt an letzterer eine Bahnstation. Der Ort wird von Halden und Restlöchern des Braunkohlenbergbaus umgeben, westlich liegt die ehemalige Zeche Jaroslav.
Nachbarorte sind Přítkov und Vrchoslav im Norden, Krupka im Nordosten, Nové Modlany im Osten, Sobědruhy im Südosten, Trnovany und Teplice im Süden, Novosedlice im Südwesten, Pozorka und Bystřice im Westen sowie Běhánky und Drahůnky im Nordwesten.

### Gemeindegliederung
Die Gemeinde Proboštov besteht aus den Ortsteilen Přítkov (Judendorf) und Proboštov (Probstau). Zu Proboštov gehört außerdem die Ansiedlung Důl Jaroslav.
Das Gemeindegebiet gliedert sich in die Katastralbezirke Proboštov u Teplic und Přítkov.

### Nachbarorte
| Dubí (Eichwald)             |                                             | Krupka (Graupen) |
|                             | Kompassrose, die auf Nachbargemeinden zeigt |                  |
| Novosedlice (Weißkirchlitz) | Teplice (Teplitz-Schönau)                   |                  |

## Geschichte
Nach der zwischen 1156 und 1164 durch Vladislav II. und Judith von Thüringen, dem böhmischen Königspaar, erfolgten Gründung des Benediktinerinnenklosters Teplice entstand das 1350 erstmals urkundlich erwähnte Dorf Probosstow. Die Aufsicht über die klösterlichen Besitzungen des Nonnenklosters hatte der Propst des Benediktinerklosters Postoloprty inne, der auch die priesterlichen Aufgaben wahrnahm. Davon leitet sich auch der Name des Ortes ab.
Während der Hussitenkriege erlosch das Kloster und seine Güter gelangten an weltliche Besitzer. Vladislav II. verlieh die klösterliche Herrschaft Teplice am 31. Dezember 1512 erblich an Jan und Bernard von Waldstein. Der den Ort bewohnende deutsche Bevölkerungsanteil trat zu dieser Zeit zur evangelischen Konfession über.
Während des Dreißigjährigen Krieges fielen die Schweden und die Kaiserlichen in Probosstow ein und verwüsteten den Ort. Ab der Mitte des 17. Jahrhunderts hatte Probstau nur deutsche Einwohner und bestand um 1700 aus 11 Gehöften. Die Bewohner lebten von der Viehzucht und betrieben daneben etwas Obst- und Weinbau.
Unter den Grafen Clary-Aldringen wandelte sich der Charakter des Dorfes. Die große Fasanerie der Herrschaft Teplitz und der Probsteier Teich wurden im 18. Jahrhundert zu einem englischen Landschaftsgarten umgestaltet, der um 1800 von den Teplitzer Badegästen gern aufgesucht wurde.
Nach der Aufhebung der Patrimonialherrschaften wurde Probstau im Jahre 1850 eine selbstständige Gemeinde im Bezirk Töplitz. 1858 nahm die von der Aussig-Teplitzer Eisenbahn errichtete Eisenbahn von Teplitz nach Aussig, die durch die Parkanlagen fuhr, den Betrieb auf. 1860 eröffnete die Braunkohlengrube Richard, weitere waren die Gruben Britannia I und II. Im Zuge der Industrialisierung entstanden die Porzellan- und Keramikfabrik Urbach, die Gerberei Mühlstein und der Metallwarenhersteller Favoritwerke. Durch die Ansiedlung von Berg- und Fabrikarbeitern bildete sich eine tschechische Minderheit in Probstau, insbesondere aus Trnovany zogen viele Tschechen zu. 1870 wurde Probstau zusammen mit Judendorf und Wistritz nach Weißkirchlitz eingemeindet. 1884 entstand auf dem Gelände des Landschaftsparkes eine Eisenbahnstation. Probstau wurde nach Süden erweitert, zwischen dem Bahnhof und dem ursprünglichen Dorf entstanden auf dem Parkgelände Wohnhäuser für die Arbeiter. In den 1880er Jahren fanden die Gedanken der Sozialdemokratie unter den Arbeitern Verbreitung.
Nach dem Umbau der Kapelle wurden ab 1881 in Probstau vierteljährlich Messen durch den Pfarrer von Weißkirchlitz abgehalten.
Zu Beginn des 20. Jahrhunderts war Probstau zu einem Industriedorf angewachsen. 1902 löste sich das Dorf wieder von Weißkirchlitz los und bildete eine eigene Gemeinde. Nach der Proklamierung der Tschechoslowakei am 28. Oktober 1918 kam es wegen der Ausschmückung des Dorfes zu Reibereien zwischen Tschechen und Deutschen. Im Gemeinderat dominierten die Tschechischen und Deutschen Sozialdemokraten, die etwa gleich starke Fraktionen stellten.
Infolge des Münchner Abkommenens lag die Gemeinde ab Oktober 1938 auf deutschem Staatsgebiet und wurde in den Landkreis Teplitz-Schönau eingegliedert. 1939 lebten in der Gemeinde 3098 Menschen.
Nach dem Zweiten Weltkrieg wurden bis 1946 die meisten deutschsprachigen Einwohner des Landes verwiesen. Stattdessen wurden Tschechen aus dem Landesinneren angesiedelt. 1948 erfolgte die Eingemeindung nach Teplice. 1954 wurden die Pläne für „Groß Teplice“ aufgegeben und der Ort erhielt seine Selbstständigkeit zurück. 1960 kam Přítkov als Ortsteil zu Proboštov.

## Entwicklung der Einwohnerzahl
| Jahr | Einwohnerzahl |
| ---- | ------------- |
| 1869 | 240           |
| 1880 | 614           |
| 1890 | 947           |
| 1900 | 1705          |
| 1910 | 2256          |

| Jahr   | Einwohnerzahl |
| ------ | ------------- |
| 1921   | 2677          |
| 1930   | 3519          |
| 1950   | 2175          |
| 1961 1 | 2931          |
| 1970 1 | 2523          |

| Jahr   | Einwohnerzahl |
| ------ | ------------- |
| 1980 1 | 2341          |
| 1991 1 | 2075          |
| 2001 1 | 2240          |
| 2011 1 | 2528          |

## Sehenswürdigkeiten
- Kapelle des Hl. Antonius von Padua, das ehemals barocke Bauwerk wurde 1881 im neoromanischen Stil umgebaut.

## Söhne und Töchter der Gemeinde
- František J. Havelka (1887–1947), Bildender Künstler und Lithograph
- Horst Geschka (* 1938), Innovationsforscher
- Marika Voß (* 1943), Malerin, Grafikerin und Plastikerin